# غابرييلا دي لا غارزا
غابرييلا دي لا غارزا (بالإسبانية: Gabriela de la Garza)‏ هي ممثلة مكسيكية، ولدت في 3 أكتوبر 1976 بمدينة مكسيكو في المكسيك.

## وصلات خارجية
- غابرييلا دي لا غارزا على موقع IMDb (الإنجليزية)
- غابرييلا دي لا غارزا على موقع قاعدة بيانات الفيلم (الإنجليزية)